# 南方割齒喉盤魚
南方割齒喉盤魚，為輻鰭魚綱鱸形目喉盤魚亞目喉盤魚科的其中一種，分布於西南大西洋的巴西海域，體長可達2.7公分，屬底棲性魚類。